# Alter Rhein (Fußacher Durchstich)

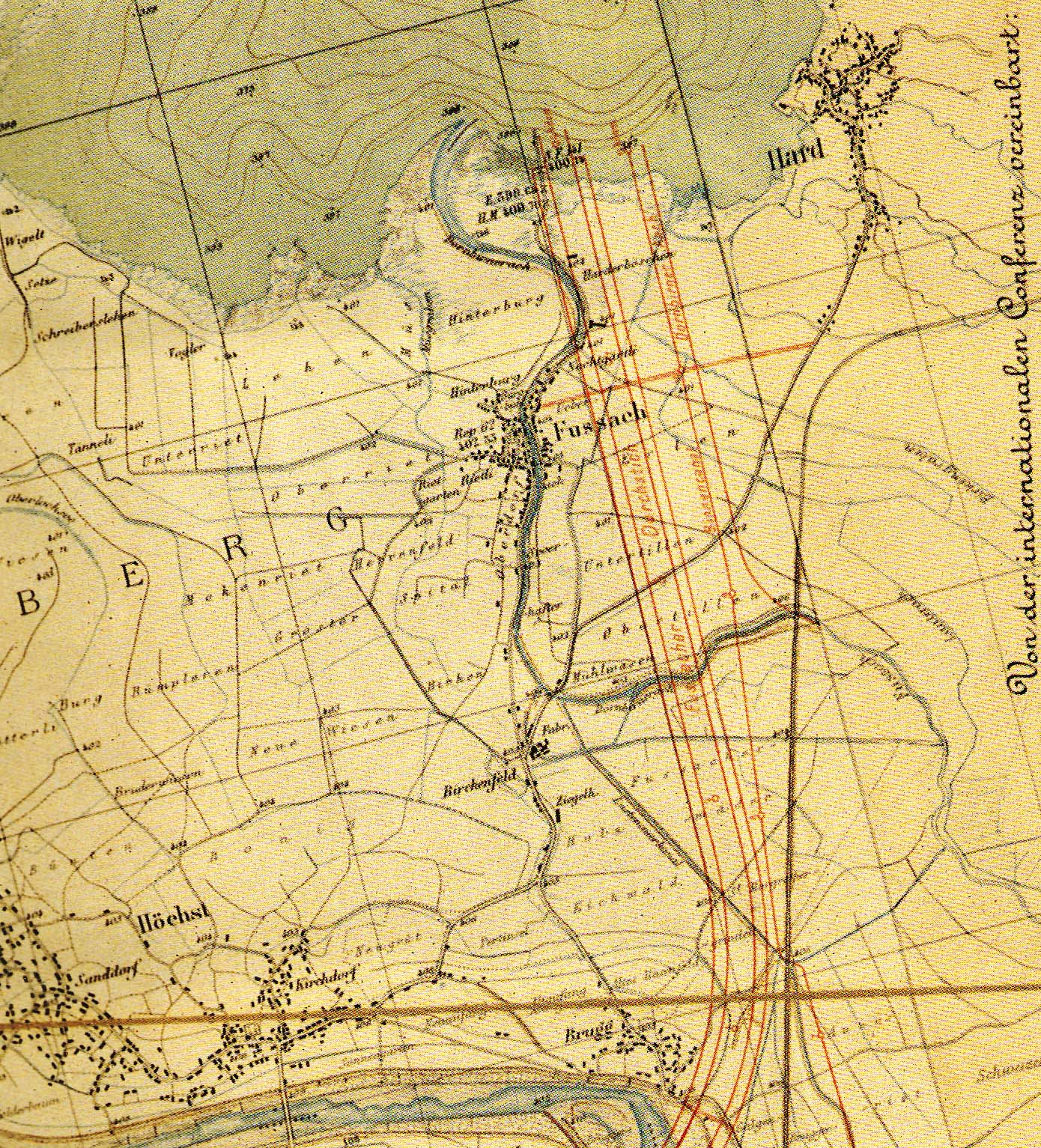
Beilage A zum Artikel 3 des Staatsvertrags vom 30. September 1892 zwischen Österreich-Ungarn und der Schweiz betreffend die Rheinregulierung

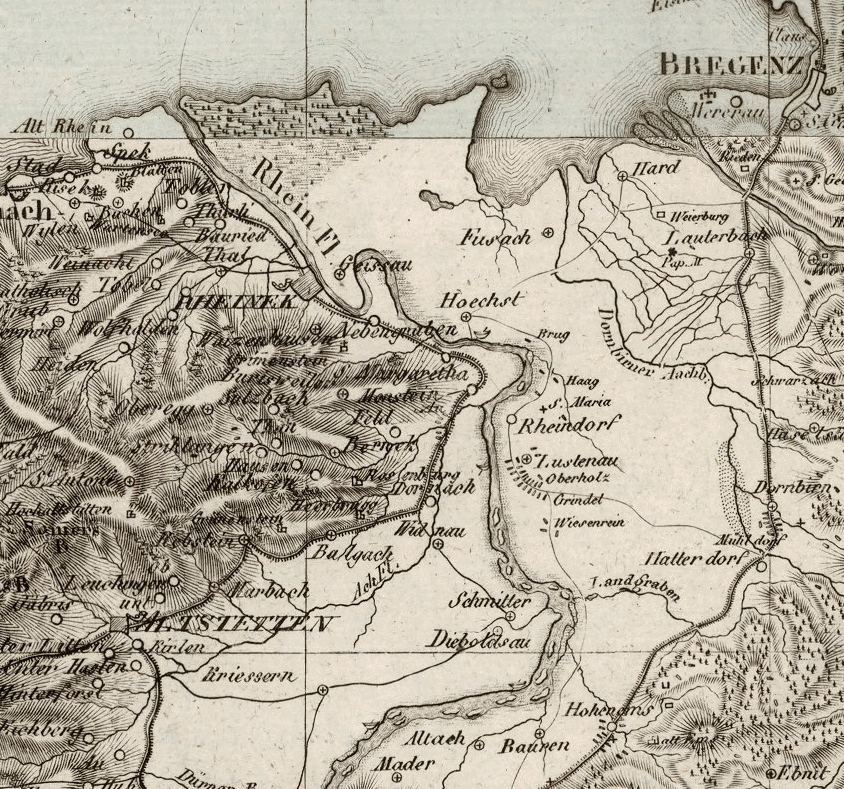
Karte des Rheintals und des Rheins vor dem Durchstich. Ausschnitt aus Carl Ferdinand Weiland, (1782–1847) Karte der Schweiz 1817.

Der Alte Rhein beim Fußacher Durchstich ist ein Teil des alten Flussbettes des Rheins im St. Galler- und Vorarlberger Rheintal, das bei der Begradigung des Flusslaufs im Rahmen der Rheinregulierung abgetrennt wurde.

## Geschichte
Der Alpenrhein wurde durch die Internationale Rheinregulierung (IRR) eingedämmt und begradigt. Der einst wilde Fluss wurde so gezähmt und die Gefahr von wiederkehrenden Hochwassern weitgehend gebannt.
- Im Jahr 1900 wurde der Fußacher Durchstich nach fünfjähriger Bauzeit fertiggestellt. In den alten Flussarm wurde bei Höchst (Vorarlberg)/St. Margrethen der zwischen 1896 und 1906 neu angelegte Rheintaler Binnenkanal geleitet. Es entstand der Alte Rhein, der die Meteorwasser des St. Galler Rheintals und Teile des Appenzellerlandes in den Bodensee abführt. Er mündet bei der Ortschaft Altenrhein in den Bodensee.
- 1923 wurde der Flusslauf des Rheins mit dem Diepoldsauer Durchstich nochmals gekürzt; es entstand der Alte Rhein bei Diepoldsau.

Beide Gewässer haben sich zu einem wertvollen Naherholungs- und Naturschutzgebiet entwickelt. Zwischen den Mündungen des Alten und des Neuen Rheins in den Bodensee erstreckt sich das Naturschutzgebiet Rheindelta. Ein weiteres Naturschutzgebiet befindet sich am Eselschwanz bei Ruderbach, einem Ortsteil von St. Margrethen.

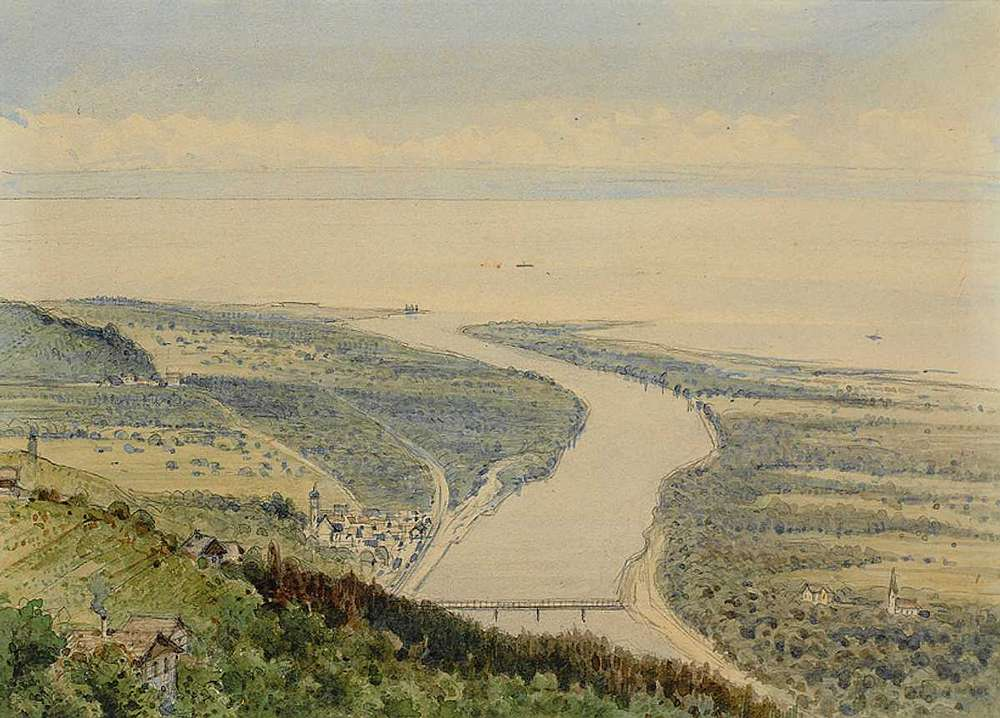
Gemälde von Max Bach (1841–1914): Blick auf Rheineck und die damalige Rheinmündung in den Bodensee
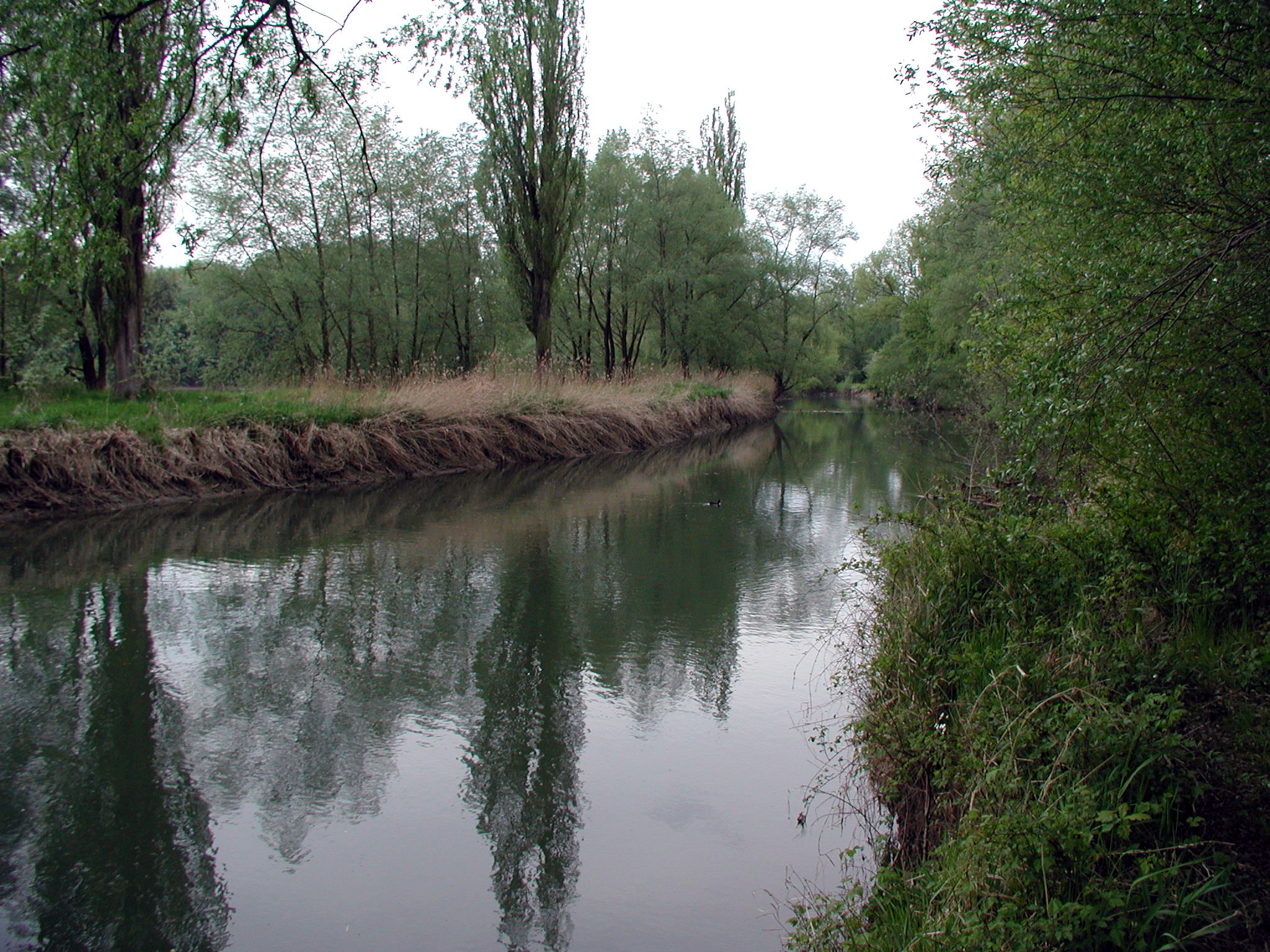
Der Alte Rhein bei Höchst
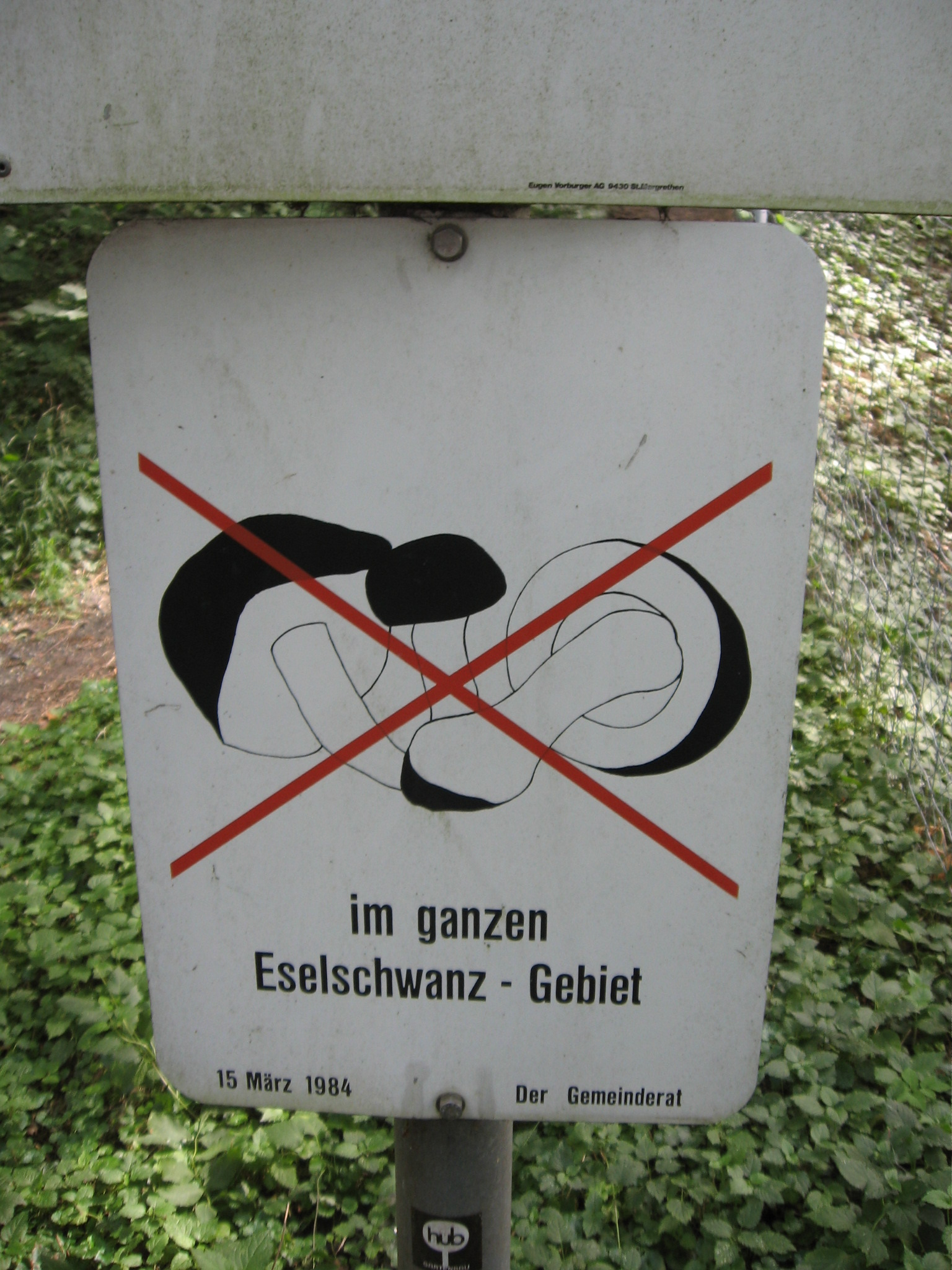
Pilzsammelverbotsschild im Natur- und Landschaftsschutzgebiet Eselschwanz

## Staatsgrenze
Der Grenzverlauf zwischen Österreich und der Schweiz wurde bei beiden Abschnitten jeweils entlang dem Flusslauf des Alten Rheins belassen. Somit gibt es Gemeinden im Bundesland Vorarlberg, die linksrheinisch liegen (Fußach, Gaißau und Höchst). Die St. Galler Gemeinde Diepoldsau befindet sich rechts des Rheins auf einer „Rheininsel“.
Folgende Grenzübergänge führen über den Alten Rhein im Bereich des Fußacher Durchstichs:
- St. Margrethen-Höchst
- Rheineck-Gaißau

## Geographie

### Alter Rhein beim Fußacher Durchstich
Der Alte Rhein beim Fußacher Durchstich ist in drei Abschnitte unterteilt: Eselschwanz, Abschnitt Rheineck-Gaißau und Mündungsgebiet. Er wird beim Bruggerhorn vom Rheintaler Binnenkanal mit Frischwasser versorgt. Beim Eselschwanz wird er breiter, und seine Fliessgeschwindigkeit nimmt stark ab. Im Bereich Rheineck-Gaißau bis zur Bodenseemündung ist er schiffbar. Von Rheineck aus besteht eine Kursverbindung nach Rorschach, die von der Schweizerischen Bodensee-Schifffahrt betrieben wird. Diese Verbindung ist Teil der Rundfahrt Rorschach–Heiden–Walzenhausen–Rheineck–Rorschach. Im Mündungsgebiet bei der Ortschaft Altenrhein befinden sich auf Schweizer Seite ein Hafen mit Platz für 300 Boote sowie ein Campingplatz. Auf der österreichischen Seite erstreckt sich das größte Naturschutzgebiet des Bodensees, das Europaschutzgebiet Rheindelta entlang des Seeufers zwischen der Mündung des Alten Rheins bis zur Dornbirner Ach bei Hard. Die österreichische Uferseite ist nahezu auf der gesamten Länge renaturiert. Es bestehen viele Schwemmzonen, die auf einen schnellen Anstieg des Pegels vorbeugend wirken.

### Alter Rhein beim Bruggerhorn

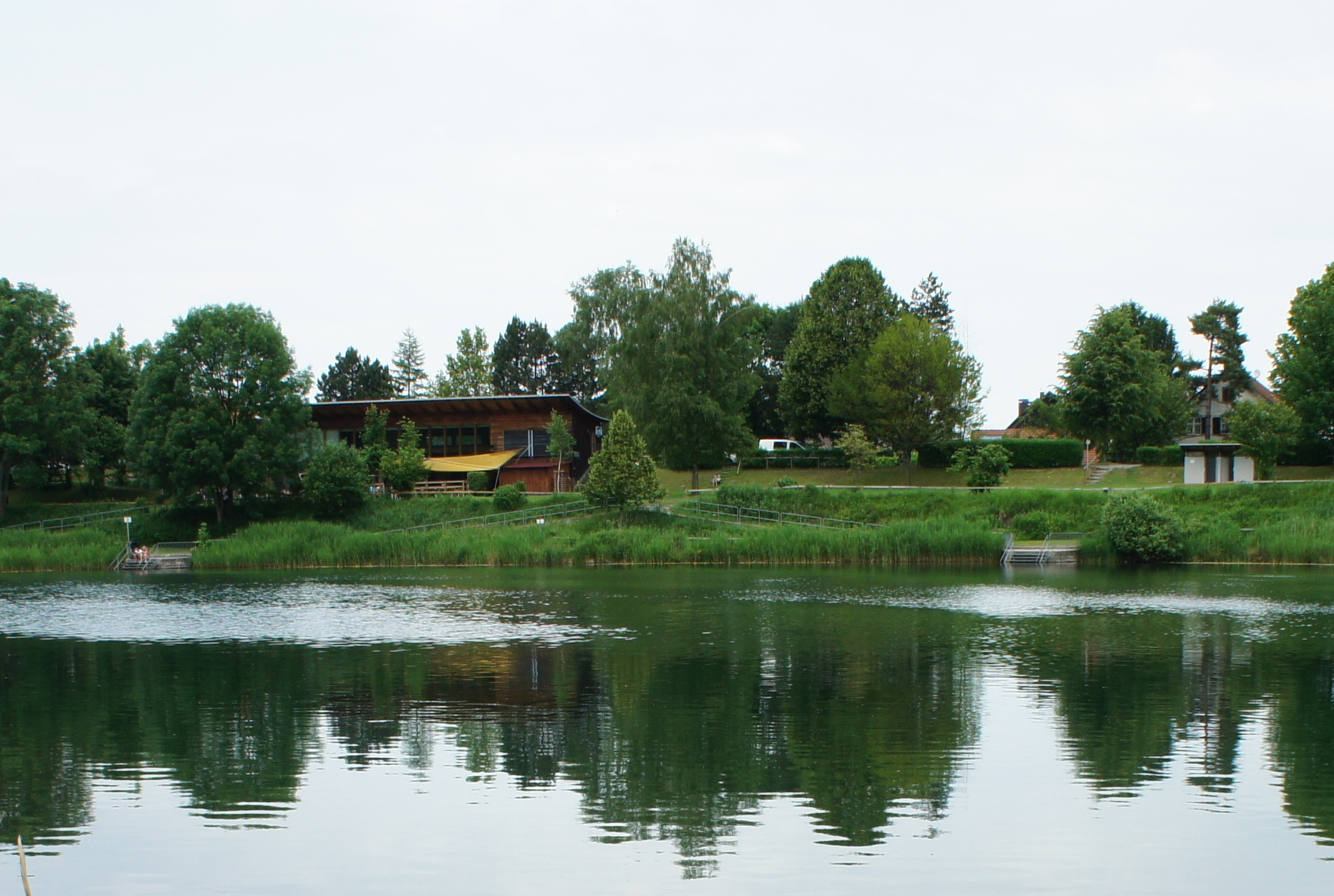
Das Bruggerloch mit dem Restaurant Bruggerhorn

Die Grenzweiher sind ein kleines unabhängiges Teilstück des Alten Rheins, zwischen dem Neuen Rhein am Fußacher Durchstich und dem Rheintaler Binnenkanal. Sie entstanden als stehende Gewässer, weil der eigentliche Alte Rhein mit dem Rheintaler Binnenkanal verbunden wurde. Es wird auf Schweizer Seite einfach nur Bruggerhorn, auf der österreichischen Bruggerloch genannt. Beide Gewässer sind heute, unabhängig voneinander, Badeseen.

## Länge
Die Länge des Alten Rheins vom Bruggerhorn bis zur Seemündung bei Altenrhein beträgt ca. 11,6 km. Das schweizerische Bundesamt für Umwelt betrachtet den Rheintaler Binnenkanal als Oberlauf des Alten Rheins und kommt damit auf eine Gesamtlänge von über 30 km.

## Film
- Grenzenlose Flussfreiheit – Tiefgang am Alten Rhein. Dokumentarfilm, Österreich, 2012, 22:40 Min., Buch und Gestaltung: Ingrid Bertel, Kamera: Alexander Roschanek, Produktion: ORF, Reihe: Erlebnis Österreich, Erstsendung: 2. September 2012 bei ORF III, Inhaltsangabe von ORF, (Memento vom 3. September 2014 im Internet Archive), u. a. mit Alexandra Maria Nutz als Undine-Rezitatorin.